# رقاح مخطط الرأس
رقاح مخطط الرأس أو آكل البذور مخطط الرأس أو كناري مخطط الرأس (الاسم العلمي Crithagra gularis)، طائر من الرقاح وفصيلة الشرشوريات. موطنه جنوب أفريقيا. كان يًصنف سابقًا ضمن جنس النغر.

## وصلات خارجية
- Streaky-headed seedeater - Species text in The Atlas of Southern African Birds.